# San Miguel de los Navarros (Saragossa)

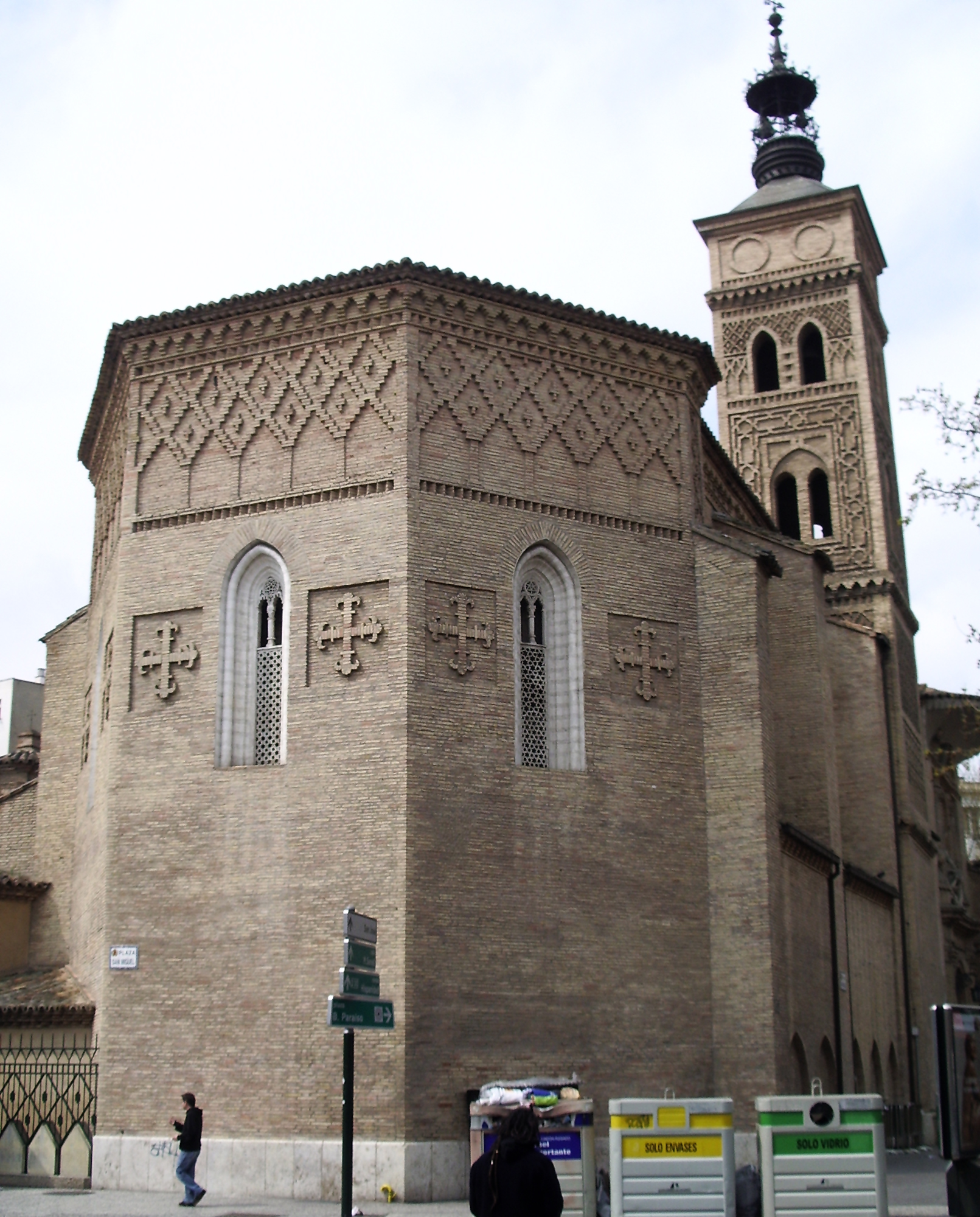
San Miguel de los Navarros

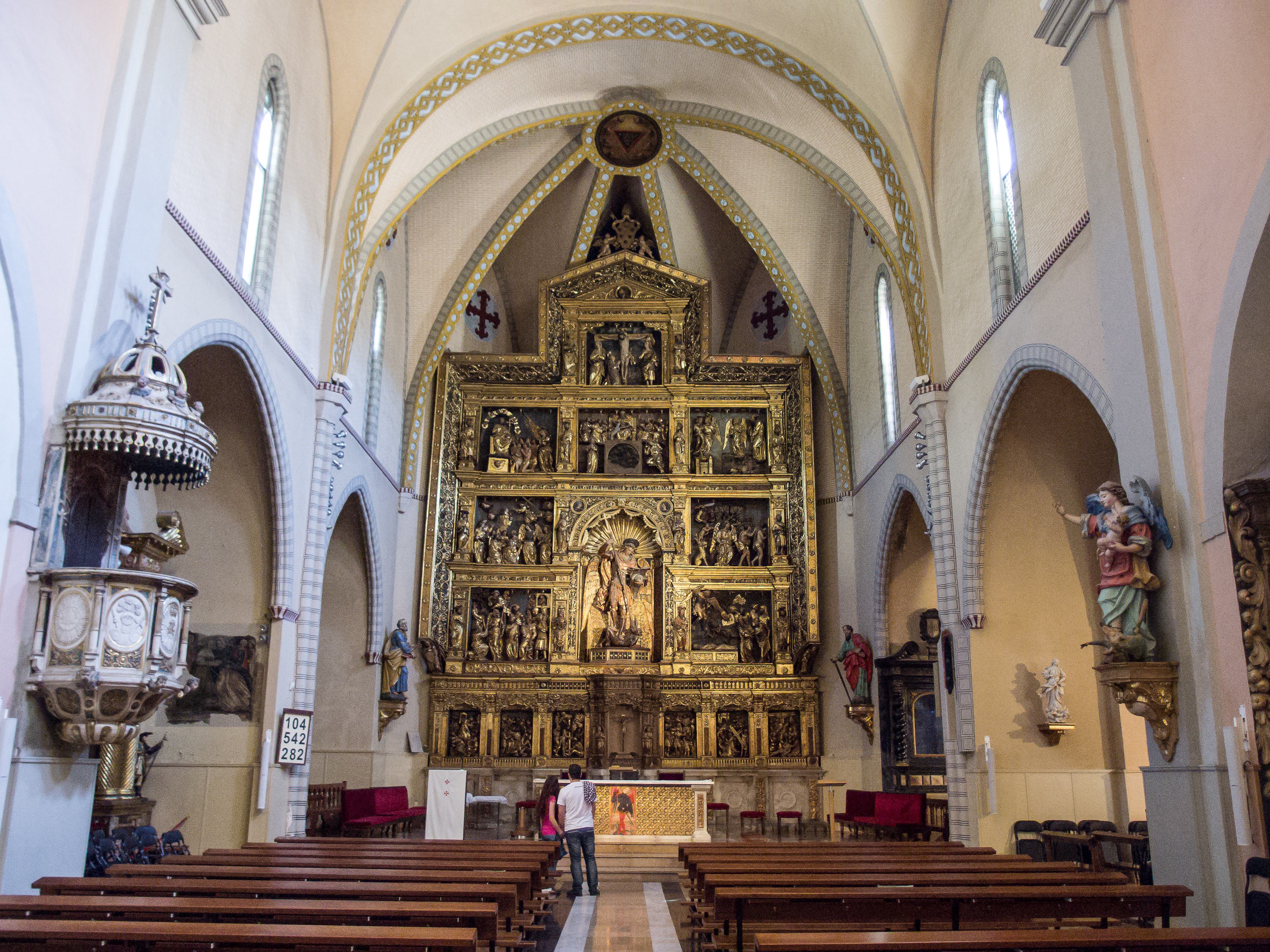
Innenansicht

San Miguel de los Navarros ist eine römisch-katholische Kirche in Saragossa (Aragón). 
Es ist ein altes romanisches Gebäude, das im 14. Jahrhundert durch einen Mudéjar-Neubau erweitert wurde. Der ursprüngliche Grundriss bestand aus einem Kirchenschiff, einer fünfeckigen polygonalen Apsis und einer bemerkenswerten Mudéjar-Außenverzierung.
Die Kirche besteht aus einem einzigen Schiff mit Seitenkapellen, einer polygonalen Apsis und einem Glockenturm an der Nordseite. Die Kirche und ihr Glockenturm sind bemerkenswerte Beispiele der Mudéjar-Architektur.
Das Gebäude steht auf der spanischen Denkmalliste.
Francisco de Goyas erster Sohn, der in Saragossa geborene Antonio, wurde 1774 in der Pfarrkirche San Miguel getauft.